# Coincidence (film 1915)
Coincidence è un cortometraggio muto del 1915 diretto da Ray Physioc (Wray Bartlett Physioc).

## Produzione
Il film fu prodotto dalla Biograph Company.

## Distribuzione
Distribuito dalla General Film Company, il film - un cortometraggio in due bobine - uscì nelle sale cinematografiche statunitensi il 13 luglio 1915. Non si conoscono copie ancora esistenti della pellicola che viene considerata presumibilmente perduta.